# Lumby
Lumby er en by på Fyn med 820 indbyggere  (2024), beliggende 8 km nord for Odense og 8 km syd for Otterup. Byen hører til Odense Kommune og ligger i Region Syddanmark.
Lumby hører til Lumby Sogn. Lumby Kirke fra 1200-tallet ligger ved H.C. Lumbyesvej på toppen af bakken midt i byen.

## Faciliteter
Lumby Skole har 165 elever, fordelt på 0.–6. klassetrin, samt SFO. Efter 6. klasse kan eleverne komme på Søhusskolen, hvor der er overbygning. De to skoler indgår sammen med Stige Skole i Skolefællesskabet Odense Nord. Lumby Skole har desuden en centerafdeling med ca. 60 elever, der har gennemgribende udviklingsforstyrrelser.
Lumby har børnehaven Børnehuset. Lumby Forsamlingshus har en festsal og en kaffestue med plads til i alt 150 spisende gæster.

## Historie

### H.C. Lumbye
Byen har givet navn til slægten Lumbye, heriblandt komponisten H.C. Lumbye. Mange gadenavne i byen, f.eks. Kanefarten, Harlekinvej, Colombinevej og Cecilievej er opkaldt efter hans musikstykker. Byen gennemskæres af H.C. Lumbyesvej, som går fra Søhus til lidt nord for Lumby, hvor den ender i landevejen mellem Otterup og Odense.

### Møllen
Ved Lumby ligger Lumby Mølle, en hollandsk vindmølle med galleri fra 1820, der i 1968 optrådte på et tre-kroners frimærke og derfor fik tilnavnet Frimærkemøllen. Undermøllen er udført i grundmur og granit, mens overmøllen er i træ med spån. Hatten er bådformet. Møllen blev bygget som kornmølle og var i drift indtil ca. 1960.
Til møllen hørte en trelænget gård, hvoraf kun 6 fag af stuehuset er bevaret, og en værkstedsbygning. I årene 1970 – 1983 indeholdt værkstedsbygningen Nationalmuseets mølleværksted, der leverede reservedele til hele landets gamle vindmøller. Set fra Odensesiden er Lumby mølle næsten skjult af mange store drivhuse, men fra Lumby-siden – som på fotoet – ses møllen og anlægget. I mange år trængte møllen til en restaurering, som er gennemført i perioden siden 1990.

### Jernbanen
Lumby havde trinbræt med sidespor på Nordfyenske Jernbane (1882-1966).